# 李宏 (中船集团)
李宏（1950年12月—），河北安国人，中国共产党及中华人民共和国官员。

## 生平
1967年3月入伍，1968年11月加入中国共产党，中央党校大学学历。1983年自中国人民解放军政治学院毕业。1990年自中国人民解放军工程兵指挥学院政治专业毕业。1993年自中央党校政治经济学专业毕业。入伍后，先后在南京军区五局和解放军某部服役。1970年起，任中共安徽省委农村工作队队员、中共怀远县委办公室秘书。1974年起，历任解放军某部排长、连副指导员、连指导员、营副指导员、营教导员。1980年起，历任团政治处主任、团副政委、团政委。1990年起，历任中共中央办公厅机要交通局办公室副主任、主任。1994年起，历任中共中央办公厅机要交通局副局长、局长。1998年，任中共中央办公厅人事局局长兼中央办公厅机关党委副书记、纪委书记。2001年，任中共福建省委常委、组织部部长。2006年，任中央国家机关工委副书记。2008年7月，任中国船舶工业集团公司党组书记、副总经理。
2008年，当选第十一届全国政协常务委员，代表中国共产党，分入第二组。2013年，当选第十二届全国政协提案委员会副主任。2013年5月，任中央第一巡视组副组长。2015年7月，任中央第一巡视组组长。
| 中国共产党职务                                    | 中国共产党职务                                         | 中国共产党职务 |
| ------------------------------------------------- | ------------------------------------------------------ | -------------- |
| 前任： 李宏                                       | 中国共产党福建省委员会组织部部长 2006年11月－2009年6月 | 繼任： 于广洲  |
| 中华人民共和国地方各级人民代表大会 1. 2. 3. 4. 5. |                                                        |                |